# Adriano in Siria (Mercadante)
Adriano in Siria è un'opera in due atti di Saverio Mercadante, su libretto riadattato da un testo di Pietro Metastasio. La prima rappresentazione ebbe luogo al Teatro Nacional de São Carlos  di Lisbona il 24 febbraio 1828.
Gli interpreti della prima rappresentazione furono:
| Personaggio | Interprete                  |
| ----------- | --------------------------- |
| Adriano     | Antonio Piacenti            |
| Sabina      | Adelaide Varese-Pedrotti    |
| Osroe       | Giovanni Orazio Cartagenova |
| Emirena     | Giuseppina Tuvo             |
| Farnaspe    | Giuditta Schiroli           |
| Aquilio     | Gaspare Martinelli          |

## Trama
L'azione si svolge ad Antiochia, dopo che Adriano ha occupato l'impero parto e fatto prigioniero il suo sovrano Osroe, la cui figlia, Emirena, attira le attenzioni dell'imperatore, anche se la prima è promessa sposa a Farnaspe, mentre il secondo alla nobile matrona Sabina. Alla fine, nonostante numerosi ostacoli dovuti al tentativo di Osroe di opporsi all'imperatore ed al tribuno Aquilio, innamorato di Sabina, le due coppie si ricongiungono e l'opera si chiude felicemente.

## Struttura musicale
- Sinfonia

### Atto I
- N. 1 - Introduzione e Cavatina di Adriano Vivi a noi, vivi all'Impero - Cedo al voler di Roma (Coro, Adriano)
- N. 2 - Duetto fra Osroe e Farnaspe Quando la notte avvolge
- N. 3 - Cavatina di Emirena Crudo amore, oh Dio! ti sento
- N. 4 - Terzetto fra Farnaspe, Emirena ed Adriano Quale istante, o mio cor! (Farnaspe, Emirena, Adriano, Coro)
- N. 5 - Coro e Cavatina di Sabina Viva d'Augusto l'eccelsa sposa - Fin dal Tibro a queste sponde (Sabina, Coro)
- N. 6 - Duetto fra Emirena e Sabina Prigioniera, abbandonata
- N. 7 - Coro ed Aria di Osroe Morte e terror - Già l'idea del giusto scempio (Osroe, Coro)
- N. 8 - Finale I Se non ti moro allato - Ah! che parlar non posso - Agitato da mille pensieri (Emirena, Farnaspe, Adriano, Osroe, Sabina, Coro)

### Atto II
- N. 9 - Aria di Farnaspe Ogni mio ben perdei (Farnaspe, Coro)
- N. 10 - Quintetto Volga il ciel felici amanti (Sabina, Emirena, Farnaspe, Osroe, Adriano)
- N. 11 - Coro ed Aria di Sabina Tremi, chi osò rubello - Digli ch'è un'infedel (Sabina, Coro)
- N. 12 - Duetto fra Adriano ed Osroe Barbaro! non comprendo
- N. 13 - Terzetto fra Osroe, Emirena e Farnaspe Ah! che nel dirvi addio
- N. 14 - Coro ed Aria Finale di Emirena Al duce invincibile - Vieni, mio bene amato (Emirena, Coro, Adriano, Sabina, Farnaspe, Osroe, Aquilio)